# 오누마군

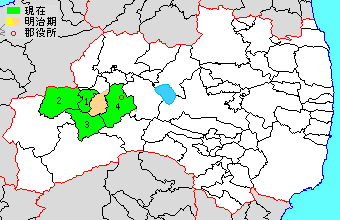
오누마 군의 위치

오누마군(일본어: 大沼郡, おおぬまぐん)은 일본 후쿠시마현 서부(이와시로국)의 군이다.
인구 23,619명, 면적 870.52 km2, 인구밀도 27.1명 /km2. (2021년 1월 1일, 추계인구)
이하 3정 1촌으로 구성된다.
- 아이즈미사토정(会津美里町)
- 가네야마정(金山町)
- 미시마정(三島町)
- 쇼와촌(昭和村)

## 역사
- 2005년 10월 1일 - 아이즈타카다 정, 아이즈혼고 정, 니쓰루 촌이 합병해 아이즈미사토 정이 되었다.